# Rumandi Potgieter
Pas d'image ? Cliquez ici

b Matchs officiels uniquement.
Rumandi Potgieter est une joueuse internationale de rugby à XV sud-africaine née le 5 octobre 1997, évoluant au poste de demi de mêlée.

## Biographie
Rumandi Potgieter naît le 5 octobre 1997. En 2022 elle joue pour le club de Blue Bulls de Pretoria. Elle n'a que trois sélections en équipe nationale quand elle est retenue en septembre 2022 pour disputer sous les couleurs de son pays la Coupe du monde de rugby à XV en Nouvelle-Zélande.